# Cristoforo Caselli

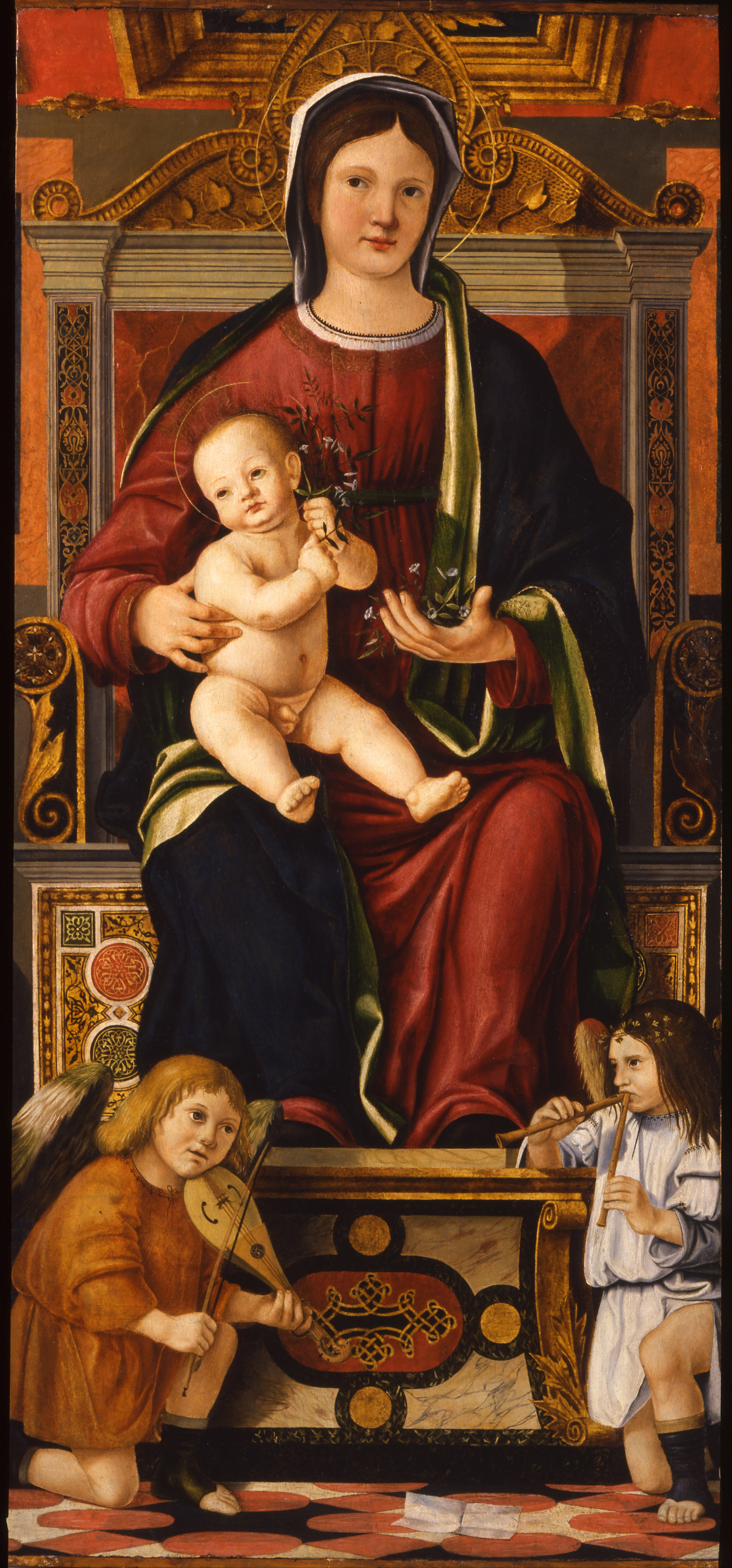
Virgen con el Niño y dos ángeles músicos, Museo Poldi Pezzoli.

Cristoforo Caselli (o Castelli), también conocido como Cristoforo da Parma o Il Temperello (Parma, c. 1460 - id. antes del 7 de junio de 1521) fue un pintor italiano que vivió y trabajó durante el Renacimiento.

## Biografía
Nació en Parma hijo de Giovanni di Cristoforo, probablemente también pintor. No está claro del todo cual fue su aprendizaje; su estilo inicial cercano a Antonello da Messina pudo haberlo adquirido junto a Bartolomeo Montagna en Vicenza. En 1488 le encontramos en Venecia, donde pintó las puertas del órgano de la Iglesia del Carmine (1489, destruidas) con una Anunciación con los santos Elías y Alberto. Este mismo año comenzaría junto a los principales venecianos de la época la decoración de la Sala del Mayor Consiglio del Palacio Ducal de Venecia, que resultaron destruidos en el gran incendio de 1577.
Tras algunos trabajos más en Venecia, Caselli vuelve a Parma en 1495. Allí firma un importante contrato con el Consorcio dei Vivi e dei Morti de la Catedral de Parma, para quienes entregará en 1499 la gran pala de altar con la Virgen con el Niño y los santos Hilario y Juan Bautista con ángeles, con figuras a gran escala y una distribución espacial con marcos arquitectónicos que denotan una influencia lombarda, tal vez la de Donato Bramante. Durante este período parmesano realizará una síntesis de su experiencia veneciana con influencias milanesas.
De 1500 a 1507 Caselli probablemente residió de nuevo en Venecia, para volver de nuevo a Parma en este último año, donde le encontramos trabajando en los mosaicos de la catedral. En esta última fase se hará más evidente la influencia véneta de artistas como Cima da Conegliano o Giovanni Bellini sin olvidar del todo lo lombardo.

## Obras destacadas
- Anunciación con los santos Elías y Alberto (1489, Carmine, Venecia), destruido
- Decoraciones de la Sala del Mayor Consiglio (1489, Palazzo Ducale, Venecia), destruidas en 1577.
- Tríptico: Virgen con el Niño y dos santos, obispo donante y Dios Padre (1495, Seminario Patriarcale, Venecia)
- Santos Francisco y Luis de Tolosa con el beato Juan de Capistrano (c. 1495, Walters Art Gallery, Baltimore)
- Adoración de los Reyes Magos (1499, San Giovanni Evangelista, Parma)
- Virgen con el Niño y los santos Hilario y Juan Bautista con ángeles (1499, Galería Nacional de Parma)
- Tríptico de Almenno
  - San Pedro en la cátedra (c. 1499, iglesia parroquial, Almenno San Bartolomeo)
  - San Pablo y Santiago el Mayor (c. 1499, Institute of Arts, Detroit)
  - San Mateo y San Sebastián (c. 1499, Institute of Arts, Detroit)
  - San Juan Bautista y Santa Catalina (c. 1499, Accademia Carrara, Bergamo)
  - Virgen con el Niño (c. 1499, Accademia Carrara, Bergamo)
  - María Magdalena y un apóstol (c. 1499, Accademia Carrara, Bergamo)
- Natividad con San Pedro y San Juan Bautista (1502, Museo Santa Maria, Castell'Arquato)
- Virgen con el Niño y dos ángeles músicos (c. 1507-1510, Museo Poldi Pezzoli, Milán)